# Felix Claar
Felix Claar (* 5. Januar 1997 in Norrköping) ist ein schwedischer Handballspieler, der dem Kader der schwedischen Nationalmannschaft angehört.

## Karriere

### Im Verein
Claar begann das Handballspielen in seinem Geburtsort bei Norrköping HK. Im Jahr 2013 wechselte er zu Alingsås HK. Im Alter von 16 Jahren gab er für Alingsås sein Debüt in der Elitserien. In seiner ersten Saison gewann er zugleich die schwedische Meisterschaft. Zum Titelgewinn 2014 trug er vier Treffer bei. Mit Alingsås erreichte er in den folgenden Spielzeiten mehrmals das Finale um die schwedische Meisterschaft, jedoch gelang kein weiterer Titelgewinn. Claar wechselte im Sommer 2020 zum dänischen Erstligisten Aalborg Håndbold. Mit Aalborg stand er in seiner ersten Saison im Finale der EHF Champions League, das mit 23:36 gegen die spanische Mannschaft FC Barcelona verloren wurde. Nur wenige Tage später gewann er mit Aalborg das entscheidende Finalspiel um die dänische Meisterschaft. In diesem Spiel war er mit neun Treffern der torgefährlichste Akteur. In der Saison 2021/22 wurde er als bester mittlerer Rückraumspieler in das All-Star-Team der Håndboldligaen gewählt. Zu Beginn der Saison 2022/23 gewann er mit Aalborg den dänischen Supercup.
Zur Saison 2023/24 wechselte er zum deutschen Bundesligisten SC Magdeburg. Er erhielt dort einen Dreijahresvertrag. Beim IHF Super Globe 2023 gewann er erstmals die Klub-Weltmeisterschaft. 2024 folgte der Gewinn des DHB-Pokals und der deutschen Meisterschaft. Bei den EHF Excellence Awards im Jahr 2024 wurde er als bester Rückraumspieler Mitte der zurückliegenden Spielzeit ausgezeichnet. In der EHF Champions League 2024/25 gewann er mit dem SCM das Finale gegen die Füchse Berlin.

### In der Nationalmannschaft
Felix Claar lief anfangs für die schwedische Jugend- sowie für die Juniorennationalmannschaft auf. Mit diesen Auswahlmannschaften nahm er an der U-18-Europameisterschaft 2014, an der U-19-Weltmeisterschaft 2015 und an der U-20-Europameisterschaft 2016 teil.
Claar bestritt am 8. Juni 2017 sein erstes Länderspiel für die schwedische A-Nationalmannschaft gegen Polen. Seine erste Turnierteilnahme mit Schweden war bei der Weltmeisterschaft 2021 in Ägypten. Dort unterlag Schweden im Finale gegen Dänemark. Claar nahm mit Schweden an den Olympischen Spielen in Tokio teil. Bei der Europameisterschaft 2022 bestritt er sieben von neun Spielen auf dem Weg zum Titelgewinn und warf dabei 18 Tore. Beim Gewinn der Bronzemedaille bei der Europameisterschaft 2024 bestritt er alle neun Spiele und warf 38 Tore. Bei den Olympischen Spielen in Paris schied er mit Schweden im Viertelfinale aus.

### Saisonbilanzen
| Saison    | Verein           | Liga            | Spiele | Tore | 7 m | Feldtore |
| --------- | ---------------- | --------------- | ------ | ---- | --- | -------- |
| 2013/14   | Alingsås HK      | Handbollsligan  | 7      | 4    | 0   | 4        |
| 2014/15   | Alingsås HK      | Handbollsligan  | 30     | 35   | 10  | 25       |
| 2015/16   | Alingsås HK      | Handbollsligan  | 32     | 128  | 9   | 119      |
| 2016/17   | Alingsås HK      | Handbollsligan  | 37     | 152  | 6   | 146      |
| 2017/18   | Alingsås HK      | Handbollsligan  | 40     | 126  | 0   | 126      |
| 2018/19   | Alingsås HK      | Handbollsligan  | 34     | 156  | 0   | 156      |
| 2019/20   | Alingsås HK      | Handbollsligan  | 31     | 116  | 0   | 116      |
| 2020/21   | Aalborg Håndbold | Håndboldligaen  | 37     | 133  | 0   | 133      |
| 2021/22   | Aalborg Håndbold | Håndboldligaen  | 36     | 152  | 0   | 152      |
| 2022/23   | Aalborg Håndbold | Håndboldligaen  | 37     | 162  | 0   | 162      |
| 2023/24   | SC Magdeburg     | Bundesliga      | 33     | 173  | 0   | 173      |
| 2024/25   | SC Magdeburg     | Bundesliga      | 20     | 85   | 0   | 85       |
| 2013–2020 | Handbollsligan1  | Handbollsligan1 | 211    | 717  | 25  | 692      |
| 2020–2023 | Håndboldligaen1  | Håndboldligaen1 | 110    | 447  | 0   | 447      |
| 2023–2025 | Bundesliga       | Bundesliga      | 53     | 258  | 0   | 258      |
| 2013–2025 | Karriere gesamt  | Karriere gesamt | 374    | 1422 | 25  | 1397     |

1Anmk.: Spiele und Tore inklusive Meisterrunde.